# Dulce (cantante)
Bertha Elisa Noeggerath Cárdenas (Heroica Matamoros, 29 de julio de 1955-Ciudad de México, 25 de diciembre de 2024), conocida como Dulce, fue una cantante y actriz mexicana.

## Biografía y carrera

### Primeros años
En su juventud, emigró a Monterrey, Nuevo León, donde tenía intenciones de estudiar psicología, pero en su lugar, optó por perseguir una carrera como cantante. De esta forma, el 15 de septiembre de 1974, se unió a la agrupación «Toby y sus amigos».

### Inicios e incursión musical
Más tarde, con el apoyo del cantante José José, inició su trayectoria como solista en Ciudad de México. Viajó a España en 1978, donde compitió en el Festival de Mallorca con la canción «Señor amor» de Armando Manzanero, consiguiendo los premios a Mejor canción, Mejor intérprete, y Cantante más fotogénica del festival. Con la misma canción, obtuvo el premio a Mejor Intérprete en el Festival de la Canción Yamaha en Tokio. En 1981, participó en el Festival de la Canción de Bulgaria con el tema, «La cantante».
Entre sus éxitos musicales se incluyeron: «Tu muñeca», «Amor en silencio», «Lobo», «Déjame volver contigo», «Heridas», «Aún lo amo», «Hielo», «Fui demasiado fácil», «Soy una dama», «Cara cara», «Pájaro herido», «Échame la culpa a mi», y «Cuál de los dos».

### Trayectoria posterior
En agosto de 2009, participó en el concierto «Armando Manzanero y sus mujeres» realizado en el Auditorio Nacional de Ciudad de Mëxico.
Desde su primera edición en 2011, fue miembro de las giras y proyectos de «GranDiosas», una agrupación colaborativa que integró junto a otras cantantes contemporáneas. En 2015, participó en GranDiosas en Vivo, un disco en vivo grabado con Rocío Banquells, María Conchita Alonso y Karina. Para 2017, se unió a la edición «GranDiosas Internacional», en la que participó junto a Marta Sánchez, Mónica Naranjo y Karina, y a la edición «GranDiosas Clásico», donde alterno con Rocío Banquells, María Conchita Alonso, Manoella Torres y Valeria Lynch. En 2018, colaboró en GranDiosas en Vivo Vol. 2, otro disco en vivo, mismo que grabó con Rocío Banquells y Manoella Torres.

## Vida personal y muerte
En 1986, contrajo matrimonio con Luis Mircoli, un productor musical del que se divorció en 1995; con él tuvo a su único hijo en 1987, una niña a la que bautizaron como Romina Mircoli.
El 25 de diciembre de 2024, Dulce falleció en Ciudad de México a los 69 años de edad. La cantante murió durante un proceso de recuperación tras someterse a una cirugía de decorticación pleuropulmonar. Este complicado y riesgoso procedimiento quirúrgico era esencial para recuperar su salud, debido a la mestástasis pulmonar que padecía.

## Discografía

### Álbumes
- La voz con alma (1976)
- Aquella edad (1977)
- Triunfadora de Mallorca (1978)
- Dulce (1979)
- Heridas (1982)
- Tu muñeca (1984)
- Lobo (1985)
- Salvaje (1987)
- Invitación al amor (1988)
- Castillos de cristal (1988)
- Ay, amor… (1990)
- Cosas prohibidas (1991)
- Testigo de una noche (1993)
- Dulce con Chamín Correa (1998)
- Homenaje a Camilo Sesto (2006)
- Las mujeres de Manzanero (2008) (Disco especial junto a otras artistas y Armando Manzanero)
- GranDiosas en Vivo (2015) (Junto a Rocío Banquells, Karina y María Conchita Alonso)
- GranDiosas en Vivo Vol. 2 (2018) (Junto a Rocío Banquells y Manoella Torres)

### Sencillos
- Amor en silencio (1988)
- Te amo (1994)
- Amor de leyenda (2012)

## Filmografía

### Cine
- Dulce, la cantante (1983) - Dulce
- No vale nada la vida (1984) - Margarita
- Siempre en domingo (1984) - Ella misma

### Televisión
- Muñeca rota (1978) - Norma
- Siempre en domingo (1984) - Invitada musical
- Más allá del puente (1993-1994) - Dulce
- Soñadoras (1998-1999) - Antonia de la Macorra
- Mujeres engañadas (1999-2000) - Monserrat viuda de Arteaga
- Diseñador ambos sexos (2001) - Casandra, «adivina»
- Las vías del amor (2002-2003) - Patricia Betanzos[11]
- Cantando por un sueño (2006) - Ella misma, profesora de canto (Ganadora)
- Reyes de la canción (2006) - Ella misma, profesora de canto
- Cantando y Bailando por un sueño de Navidad (2006) - Participante invitada
- Mundo de fieras (2006-2007) - Aurora Cruz
- Muchachitas como tú (2007) - Esther Olivares[12]
- Quiéreme tonto (2010) - Ximena Dorelli
- Historias engarzadas (2010) - Entrevista biográfica
- Segunda oportunidad (2010) - Jurado
- La Academia Bicentenario (2010) - Jurado invitado
- La mujer de Judas (2012) - Participación especial
- Va por ti (2016) - Jurado invitado
- El minuto que cambió mi destino (2016) - Entrevista biográfica
- Mónica y el sexo (2019) - Invitada
- La Academia (2020) - Invitada musical
- ¿Quién es la máscara? (2020) - Participante «Medusa»
- El retador (2022) - Participante, abandona
- Vencer la culpa (2023) - Brissa Portugal
- Vecinos (2024) - Dulce
- Siempre reinas (2024) - Ella misma